# 센티널 (마블 코믹스)
센티널(Sentinal)은 마블코믹스의 슈퍼빌런이며, 뮤턴트 사냥꾼이기도 하다. 엑스맨, 어벤져스와 자주 대립한다.

## 같이 보기
- 사이클롭스
- 울버린